# FK Kukësi
Futboll Klub Kukësi ist ein albanischer Fußballverein aus Kukës. Der Verein spielt zurzeit in der zweiten albanischen Liga.

## Geschichte
Der Verein wurde 1930 als Shoqëria Sportive Kosova gegründet. Mit der Gründung des albanischen Fußballverbandes im Jahr 1932 wurde der Verein offiziell als KS Kosova registriert. Jedoch nahmen sie bis 1953 nicht an Wettbewerben teil.
Im Jahr 1958 änderte der Verein seinen Namen auf Klubi Sportiv Përparimi („Sportklub Fortschritt“) und schaffte neun Jahre später mit dem Gewinn der Meisterschaft in der viertklassigen Kategoria e tretë erstmals einen Aufstieg. 1977 und 1982 folgten dann zwei Meistertitel in der dritten Liga und jeweils der Aufstieg in die zweitklassige Kategoria e parë.
Nach fast 30 Jahren ohne nennenswerte Erfolge wurde der drittklassig spielende Verein 2010 erneut umbenannt und heißt seitdem Futboll Klub Kukësi. Außerdem wurde Fatos Hoxha als neuer Präsident eingestellt und die Vereinsführung investierte viel in neue Spieler. Das Ziel, in die erstklassige Kategoria Superiore aufzusteigen, gelang nach nur zwei Jahren, indem man zunächst die Meisterschaft der dritten Liga holte und 2011/12 dann den zweiten Platz in der zweiten Liga belegte. In der Kategorie Superiore erreichte der Klub schon in der ersten Saison 2012/13 den zweiten Tabellenplatz. Somit konnte er erstmals auch an der Europa League teilnehmen. Die erste Qualifikationsrunde gegen FC Flora Tallinn überstand Kukës knapp, die zweite Runde gegen FK Sarajevo gewann man dank eines Unentschiedens im Auswärtsspiel. Auch in der dritten Runde gelang ein Heimsieg gegen die ukrainische Mannschaft Metalurh Donezk, womit FK Kukësi als erster albanischer Klub über fünf Europacup-Spiele ungeschlagen blieb. Trotz Niederlage im Rückspiel gelang die Qualifikation für die Playoff-Runde, wo Kukës aber an Trabzonspor scheiterte. Als erster albanischer Verein hat Kukës drei Runden in einem europäischen Wettbewerb überstanden.

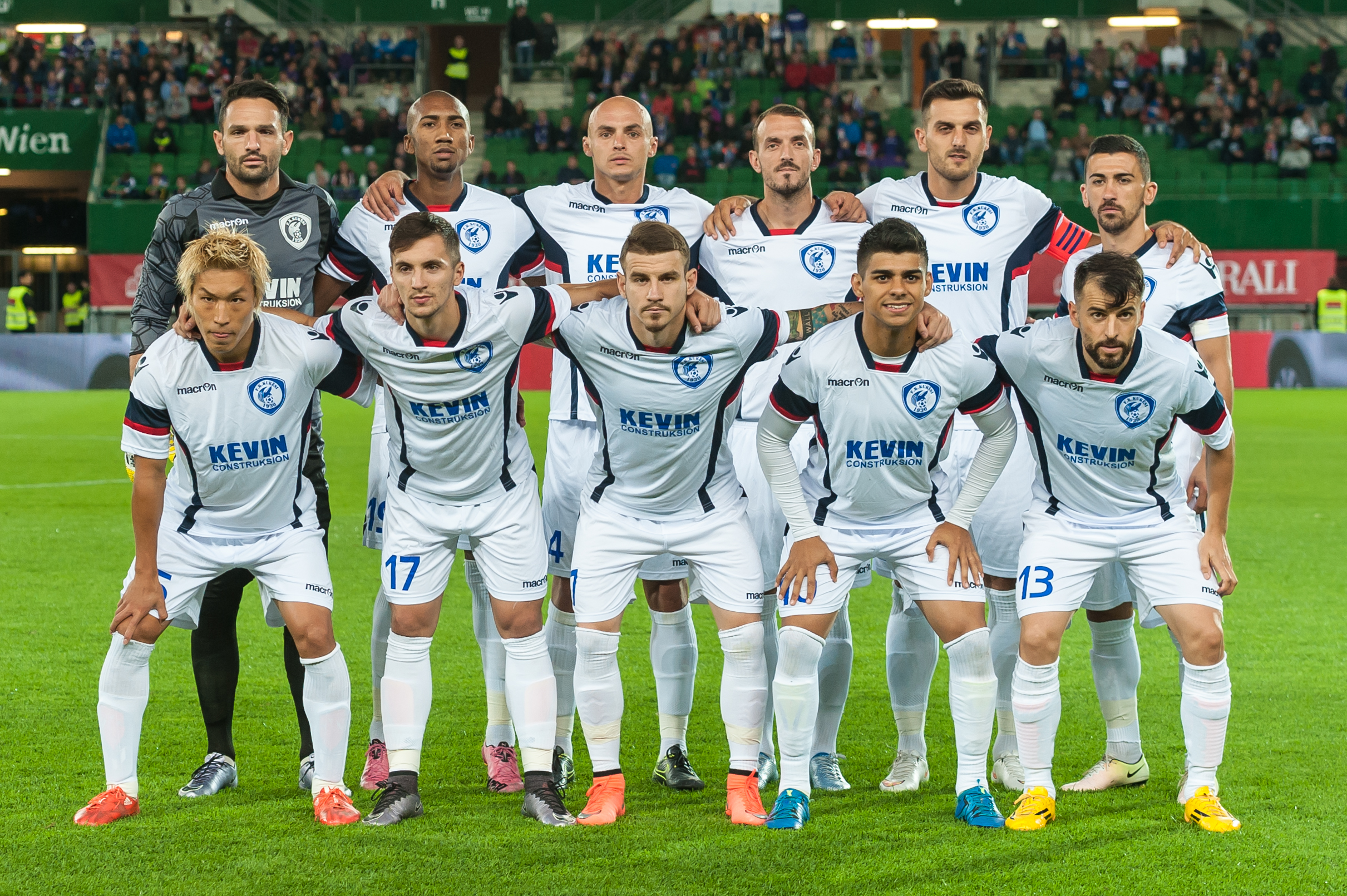
Teamfoto beim Europa-League-Spiel gegen Austria Wien 2016

In der Europa League 2015 erreichte Kukësi wiederum die dritte Runde. Da aber beim Heimspiel in Tirana ein Spieler des polnischen Gegners Legia Warschau von einem Stein am Kopf getroffen wurde, wurde das Spiel beim Stand von 1:2 abgebrochen. Der Stein war aus dem albanischen Fanblock geworfen worden. Das Spiel wurde 3:0 für Legia Warschau gewertet. FK Kukësi wurde mit € 70.000 bestraft und darf die nächsten beiden Heimspiele nur vor leeren Rängen austragen. Für das zweite Heimspiel wurde die Strafe auf Bewährung ausgesetzt und wird nur wirksam, falls es in den nächsten beiden Jahren zu einem neuen Zwischenfall kommt.
2016 konnte Kukësi erstmals den albanischen Fußballpokal gewinnen. Schon in den beiden Jahren zuvor waren die Nordalbaner im Final gestanden. 2017 gelang es erstmals, die Meisterschaft zu gewinnen. Danach wurde Kukës drei Mal Vizemeister.

## Erfolge
- Albanischer Meister (1): 2017
- Albanischer Pokalsieger (2): 2016, 2019
- Vizemeister der Kategoria Superiore (6): 2013, 2014, 2015, 2018, 2019, 2020
- Vizemeister der Kategoria e parë (1): 2012
- Meister der Kategoria e dytë (3): 1977, 1982, 2011
- Sieger Superkupa: 2016
- Zweiter im Pokal (2): 2014, 2015

## Europapokalbilanz
| Saison  | Wettbewerb            | Runde                  | Gegner               | Gesamt    | Hin        | Rück    |
| ------- | --------------------- | ---------------------- | -------------------- | --------- | ---------- | ------- |
| 2013/14 | UEFA Europa League    | 1. Qualifikationsrunde | FC Flora Tallinn     | (a)1:1(a) | 1:1 (A)    | 0:0 (H) |
| 2013/14 | UEFA Europa League    | 2. Qualifikationsrunde | FK Sarajevo          | 3:2       | 3:2 (H)    | 0:0 (A) |
| 2013/14 | UEFA Europa League    | 3. Qualifikationsrunde | Metalurh Donezk      | 2:1       | 2:0 (H)    | 0:1 (A) |
| 2013/14 | UEFA Europa League    | Play-offs              | Trabzonspor          | 1:5       | 0:2 (H)    | 1:3 (A) |
| 2014/15 | UEFA Europa League    | 1. Qualifikationsrunde | FK Qairat Almaty     | 0:1       | 0:1 (A)    | 0:0 (H) |
| 2015/16 | UEFA Europa League    | 1. Qualifikationsrunde | Torpedo Schodsina    | 2:0       | 2:0 (H)    | 0:0 (A) |
| 2015/16 | UEFA Europa League    | 2. Qualifikationsrunde | FK Mladost Podgorica | 4:3       | 0:1 (H)    | 4:2 (A) |
| 2015/16 | UEFA Europa League    | 3. Qualifikationsrunde | KP Legia Warschau    | 0:4       | 00:3 (H) 1 | 0:1 (A) |
| 2016/17 | UEFA Europa League    | 1. Qualifikationsrunde | FK Rudar Pljevlja    | 2:1       | 1:1 (H)    | 1:0 (A) |
| 2016/17 | UEFA Europa League    | 2. Qualifikationsrunde | FK Austria Wien      | 1:5       | 0:1 (A)    | 1:4 (H) |
| 2017/18 | UEFA Champions League | 2. Qualifikationsrunde | Sheriff Tiraspol     | (a)2:2(a) | 0:1 (A)    | 2:1 (H) |
| 2018/19 | UEFA Champions League | 1. Qualifikationsrunde | FC Valletta          | (a)1:1(a) | 0:0 (H)    | 1:1 (A) |
| 2018/19 | UEFA Champions League | 2. Qualifikationsrunde | Qarabağ Ağdam        | 0:3       | 0:0 (H)    | 0:3 (A) |
| 2018/19 | UEFA Europa League    | 3. Qualifikationsrunde | Torpedo Kutaissi     | 4:5       | 2:5 (A)    | 2:0 (H) |
| 2019/20 | UEFA Europa League    | 1. Qualifikationsrunde | Debreceni Vasutas SC | 1:4       | 0:3 (A)    | 1:1 (H) |
| 2020/21 | UEFA Europa League    | 1. Qualifikationsrunde | Slavia Sofia         | 2:1       | 2:1 (H)    | 2:1 (H) |
| 2020/21 | UEFA Europa League    | 2. Qualifikationsrunde | VfL Wolfsburg        | 0:4       | 0:4 (H)    | 0:4 (H) |

Gesamtbilanz: 32 Spiele, 8 Siege, 10 Unentschieden, 14 Niederlagen, 26:44 Tore (Tordifferenz −18)

## Stadion

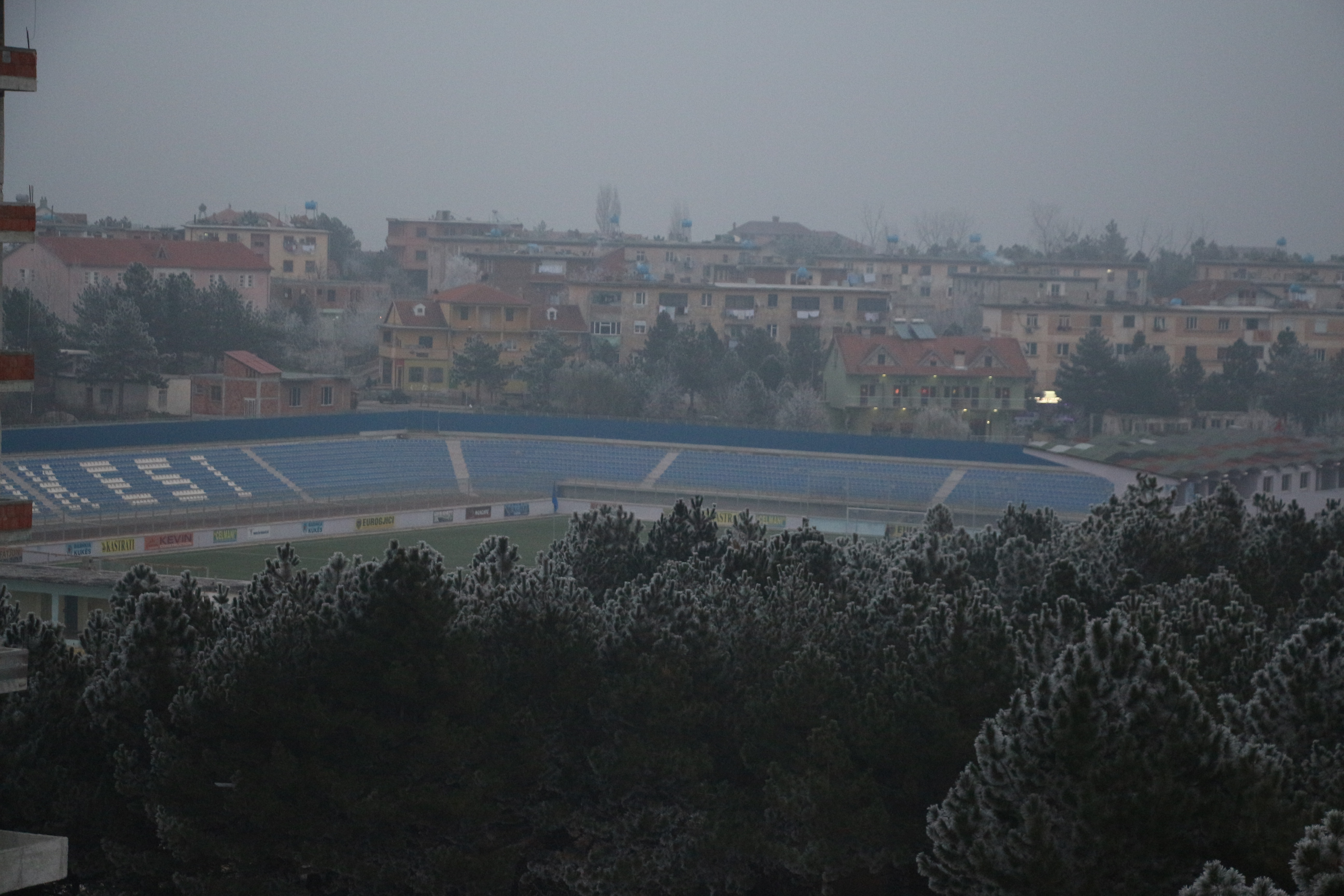
Stadion Zeqir Ymeri nach dem Umbau

Lange verfügte Kukës nur über ein einfaches Spielfeld, das lediglich 2500 Zuschauern Platz bot. Mit dem Aufstieg in die oberste albanische Liga war ein neues Stadion nötig, das die Anforderungen des albanischen Fußballverbands und der UEFA genügte. Im Sommer 2012 wurde in nur zweimonatiger Bauzeit das neue Zeqir-Ymeri-Stadion realisiert, das über 5000 Sitzplätze verfügt. Das erste Spiel war ein Freundschaftsspiel gegen KS Besëlidhja Lezha Mitte August 2012.
Die Europa-League-Spiele 2013 bis 2015 wurden alle im Qemal-Stafa-Stadion in Tirana ausgetragen, 2016 spielte man in der Elbasan Arena.
Benannt ist das Stadion nach einem früheren lokalen Fußballspieler.